# Robbie King (Dartspieler)
Robbie King (* 29. Oktober 1993 in Gold Coast, Queensland) ist ein australischer Dartspieler.

## Karriere
Robbie King begann 2010 mit dem Dartsport. Bei der PDC nahm er erstmals 2012 bei der World Youth Championship teil. Dort unterlag er jedoch chancenlos. Nach einigen Turnieren in Australien konnte er sich 2014 erneut für die PDC World Youth Championship qualifiziere. Diese Mal konnte er seine Erstrundenpartie gewinnen, schied jedoch darauf gegen den späteren Turniersieger Keegan Brown aus. Es folgte die Teilnahme auf der PDC Development Tour und zwei weitere Teilnahmen an der Juniorenweltmeisterschaft. Zudem nahm King regelmäßig an Turnieren der Dartplayers Australia (DPA) Pro Tour teil. Am 3. Mai 2019 gelang ihm auf dieser sein erster Turniersieg und bereits am Tag danach ließ King den zweiten folgen. Zudem qualifizierte er sich für das im August ausgetragene Melbourne Darts Masters 2019. Bei seinem TV-Debüt unterlag er Rob Cross mit 2:6. Durch den Sieg beim Oceanic Masters im Oktober 2019 qualifizierte King sich für die PDC World Darts Championship 2020. Bei seinem Weltmeisterschaftsdebüt unterlag er dem Engländer Ryan Searle im Decider, nachdem er einen Matchdart vergeben hatte. Am 1. Februar 2020 gelang King ein weiterer Turniersieg auf der DPA Pro Tour, ehe die Tour aufgrund der COVID-19-Pandemie vorzeitig abgebrochen wurde. 2021 erreichte er auf der DPA Pro Tour erneut zweimal das Finale der Queensland Bubble und scheiterte bei den DPA Satellite Finals im entscheidenden Spiel um die WM-Teilnahme an Raymond Smith.
Mitte Februar nahm King am South Australian Classic teil und spielte sich dabei ins Viertelfinale, welches er gegen den späteren Sieger Ky Smith verlor. Im August spielte King außerdem bei den Australian Darts Open 2023 mit. Er gewann zwar sein erstes Gruppenspiel gegen Carl Caton, schied nach einer 3:5-Niederlage gegen Danny Porter aber dennoch in der Gruppenphase aus.

## Weltmeisterschaftsresultate

### PDC-Junioren
- 2012: 1. Runde (0:5-Niederlage gegen  Matt Gallett)
- 2014: 2. Runde (0:6-Niederlage gegen  Keegan Brown)
- 2015: 1. Runde (3:6-Niederlage gegen  Dean Reynolds)
- 2016: 1. Runde (2:6-Niederlage gegen  Luke Humphries)

### PDC
- 2020: 1. Runde (2:3-Niederlage gegen  Ryan Searle)